# Мухаммад Алі Тарагіджах
Мухаммад Алі Тарагіджах (*1943 — 12 серпня 2010) — сучасний іранський художник.

## Життєпис
Народився в Тегерані у 1943 році. З дитинства займався живописом. У 1967 році він отримав золоту медаль на Художньому конкурсі Ірану. Перша виставка його натюрмортів була організована в 1968 році в Тегеранській галереї.
Протягом 1968—1970 років він працював інженером в Кермані, де перейнявся традиційним іранським образ життя на краю пустелі. Повернувшись до Тегерану, Мухаммад Алі залишив технічну кар'єру і зайнявся живописом. Вже у 1974 році виставився на Першому Тегеранській міжнародній мистецькій виставці. У 1978 році відбулася перша виставка за кордоном — у м. Базель (Швейцарія).
Загалом за життя відбулося 115 виставок Тарагіджаха. Його роботи виставлялися в Мадриді, Лісабоні, Дацці, Парижі, Відні, Інсбруку, Вашингтоні, Нью-Йорку, Чикаго, Токіо, Пекіні, Мехіко, Штутгарті, Цюриху, Флоренції, Делі, Лондоні, Досі, Касабланці, Дубаї. Міжнародний Музей Мистецтва XX століття в США (TIMOTCA) обрав Тарагіджаха як представника сучасного іранського мистецтва.
У 1994 році його картини обрані для виставки Тегеранським музеєм сучасного мистецтва. У 1998 році ЮНІСЕФ обрала 2 картини художника для своїх Різдвяних листівок.
Активно працював до самої смерті. У 2010 році відбулася остання виставка художника — у Женеві. Помер у Тегерані у серпні того ж року.

## Творчість
Картини Тарагіджаха відрізняються унікальним неповторним стилем, що з'явилися в його роботах з 1980 року. Це мирні і спокійні тони, коричневий фон, стилізовані силуети коней і птахів, зображення людей в традиційному одязі. Картини просякнуті таємницями Сходу, переносять глядача в прекрасну і мирну, але все ж незрозумілу землю. Фігури людей і тваринах не прикуті до землі, вони невагомі, прозорі. Ця невагомість і примарність підкреслюється і тонкістю ліній і прозорою чистою палітрою. Білий колір в роботах художника символізує Бога, присутність якого всюди Тарагіджах гостро відчуває.

## Родина
- Мухаммад, архітектор
- Алі, художник